# Achille Cajafa
Achille Cajafa (Vietri sul Mare, 23 novembre 1904 – Vignole Borbera, 13 gennaio 1959) è stato un avvocato italiano organizzatore del Festival di Sanremo dal 1956 alla morte, venne soprannominato il "dittatore della canzone".

## Biografia
Nato in Costiera amalfitana, si trasferì a Milano dove studiò legge e divenne avvocato, nel 1945 si trasferì a Sanremo dove divenne gestore dell'Hotel Londra e poi presidente dell'Associazione albergatori di Sanremo e consigliere nazionale della FAIAT (oggi Federalberghi).
Poco dopo il Festival di Sanremo 1956 in seguito alla morte del presidente della società ATA Pier Bussetti divenne anche presidente del Casinò di Sanremo e quindi organizzatore del festival assieme alla RAI.
Nel 1958 divenne anche direttore artistico del Festival e stipulò anche un contratto con le Sorelle Fontana per gli abiti delle cantanti, ma questa decisione venne osteggiata dato che avevano già accordi con le loro sarte, mentre per l'esecuzione dei brani in gara contattò Renato Carosone che però non era disponibile così ripiegò su due strumenti a manovella azionati da due cantastorie.
É morto a 54 anni in un incidente stradale con la sua Lancia Flaminia berlina guidata dal suo autista Vittorino Forlani sull'autostrada A7 il 13 gennaio 1959 alle 22:30 nei pressi di Vignole Borbera, mentre stava tornando da Milano dal controllo dei costumi dei cantanti per il Festival di Sanremo 1959 e precipitarono per venti metri, ormai la preparazione era quasi conclusa e passò sotto il controllo temporaneo del vicedirettore dell'ATA Edoardo Fosco.
In segno di lutto il Casinò rimase chiuso per tre giorni ma il Festival di Sanremo 1959 si tenne lo stesso a partire dal 29 gennaio seguente.
Il 16 si svolse il funerale presso la Concattedrale di San Siro a Sanremo e venne sepolto nel cimitero Valle Armea nella città della Riviera dei Fiori.
Il 31 gennaio si svolse presso la Chiesa dei Cappuccini vicino al Casinò di Sanremo una messa di Requiem in ricordo di Cajafa a cui partecipò il cantante Claudio Villa.